# 월산재
월산재(月山齋)은 대한민국 전라남도 장흥군 용산면에 있는 건축물이다. 1984년 2월 29일 전라남도의 문화재자료 제73호로 지정되었다.

## 개요
월산재는 영광 김씨들이 중심이 되어 후손들의 교육과 인재양성을 위해 조선 순조 4년(1824)에 지은 건물이다. 사당인 용강자, 강당인 월산재, 내삼문, 외삼문, 관리사, 창고 등으로 이루어져 있다.
전체적인 모습은 가장 윗부분에 용강사가 있고 아래로 월산재가 있으며 월산재 앞으로 관리사와 창고가 대칭으로 자리잡고 있다.
고종 19년(1882)에 사림들이 지은 용강사는 나옹 김광범·우수당 김성범·죽옹 김정서·우수 김상범·학남 김정의 위패를 모시고 있다.
앞면 3칸·옆면 1칸 크기로 지붕은 옆면에서 볼 때 사람 인(人)자 모양을 한 맞배지붕이다. 규모가 큰 편인 월산재는 앞면 6칸·옆면 3칸이며 지붕은 옆에서 볼 때 여덟 팔(八)자 모양을 한 팔작지붕인데, 현재는 강당으로 쓰인다.

## 참고 문헌
- 월산재 - 국가유산청 국가유산포털